# Chemakha
Ne doit pas être confondu avec Şamaxı.
Chemakha (en russe : Шемаха) est un village de l'oblast de Tcheliabinsk, en Russie. Sa population s'élevait à 897 habitants en 2002.

## Géographie

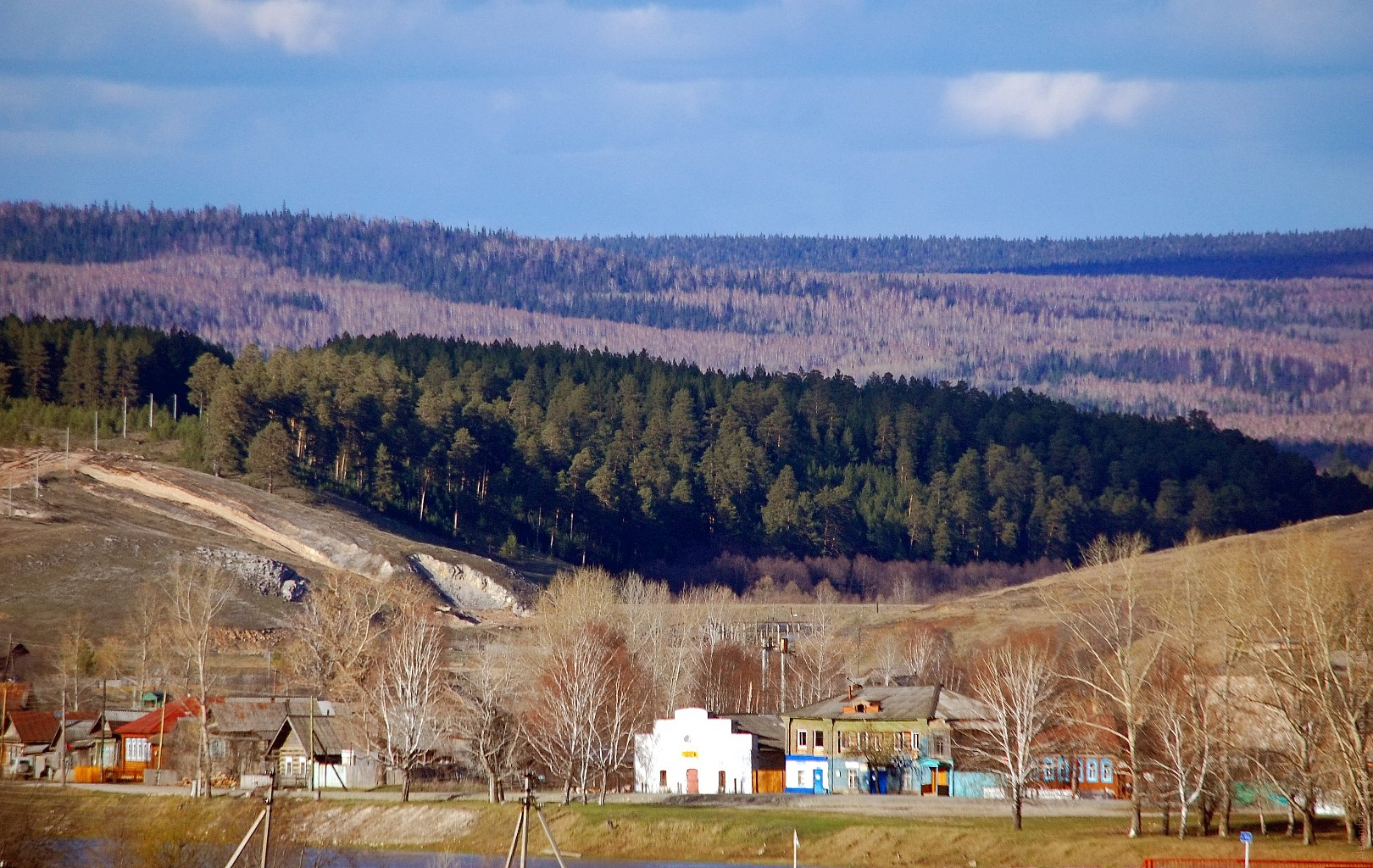
Autre vue sur le village.

Le village est situé dans le sud de l'Oural, dans la partie nord-ouest du raïon de Niazepetrovsk, lui-même au nord-ouest de l'oblast de Tcheliabinsk. Le site occupé est sur la rive droite de l'Oufa. Chemakha se trouve à 36 km de Niazepetrovsk par la route et la gare la plus proche est distante de 90 km, sur la ligne de Berdiaouch.

## Histoire
Les premières traces d'activité humaine semblent remonter à plusieurs millénaires avant note ère. Mais le village proprement dit n'est fondé qu'en 1714 à partir d'une petite activité sidérurgique : une forge produisait des clous, des chevilles et d'autres petits objets. La production était de 72 tonnes de fer par an. Au début du XXe siècle, la population atteignit 3 000 habitants.